# Attentato

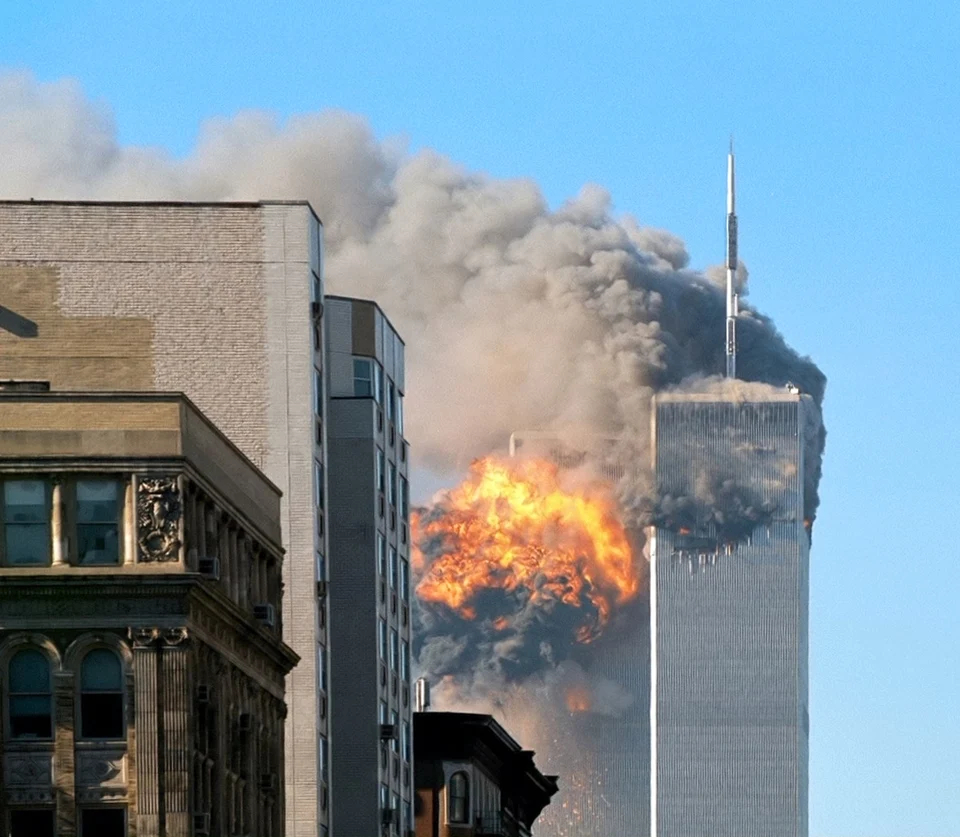
L'attentato dell'11 settembre 2001 a New York, uno dei più famosi attentati della storia contemporanea.

Un attentato è un grave atto di violenza, perpetrato tramite l'utilizzo di armi, sostanze pericolose o manomissioni, contro esseri umani, luoghi o istituzioni.
In molti casi l'attentato è nell'ambito di una specifica strategia ideologica o criminale, di cui l'attentato è il momento culminante. Nell'organizzazione dell'attentato sono particolarmente rilevanti moventi ideologici, economici e politici e il fatto che l'obiettivo ha una rilevanza anche simbolica, oltre che come singolo.

## Tipologie

La strage di Capaci è un noto attentato dinamitardo avvenuto sull'Autostrada A29 allo svincolo di Capaci in Sicilia nella quale morì il magistrato italiano Giovanni Falcone.

Si possono distinguere attentati compiuti da un gruppo terrorista, che agisce sotto un impulso ideologico (di potere, politico o religioso), e attentati compiuti da un gruppo criminale, al fine di eliminare, intimidire, ostacolare un avversario di qualunque tipo.
Ulteriore distinzione può essere fatta sulla base delle armi e degli strumenti utilizzati. Si parla, pere esempio, di attentato dinamitardo in quei casi in cui per compiere l'atto criminoso sia utilizzato un ordigno esplosivo.

### Attentato terroristico
L'attentato si definisce "terroristico" quando è compiuto col preciso scopo di seminare paura e panico in un gruppo di persone, in modo da influenzarne le azioni coercitivamente per mezzo dell'intimidazione. È messo in atto in modo estemporaneo e imprevedibile e rivendicato solo in seguito da soggetti - terroristi - per rendere pubblica le finalità della propria azione. Anche quando manca la rivendicazione, un attentato è comunque pensato per colpire obiettivi simbolici, in modo che il messaggio giunga a chi è destinato, tramite il contesto o l'obiettivo stesso dell'azione perpetrata.
La distinzione tra attentato di questo tipo e altre forme di violenza consta nel tentativo di veicolare un messaggio intimidatorio per mezzo del gesto che si compie, e questa violenza è esercitata contro persone o cose di sorpresa, con premeditazione e nella convinzione da parte dell'attentatore che il gesto deliuttoso compiuto sia il mezzo più opportuno per ottenere le proprie finalità, violente, ideologiche o criminali.